# Kamil Małecki
Kamil Małecki (Bytów, 2 de enero de 1996) es un ciclista profesional polaco que milita en las filas del conjunto Q36.5 Pro Cycling Team.

## Palmarés
2017
- 1 etapa de la Carpathian Couriers Race

2018
- Gran Premio Doliny Baryczy Milicz[2]

2019
- CCC Tour-Grody Piastowskie, más 1 etapa
- Bałtyk-Karkonosze Tour, más 1 etapa

2025
- 2.º en el Campeonato de Polonia Contrarreloj

## Resultados en Grandes Vueltas y Campeonatos del Mundo
| Carrera         | Carrera         | 2015 | 2016 | 2017 | 2018 | 2019 | 2020 | 2021 | 2022  | 2023 | 2024 | 2025 |
| --------------- | --------------- | ---- | ---- | ---- | ---- | ---- | ---- | ---- | ----- | ---- | ---- | ---- |
|                 | Giro de Italia  | —    | —    | —    | —    | —    | 68.º | —    | —     | —    | —    | —    |
|                 | Tour de Francia | —    | —    | —    | —    | —    | —    | —    | —     | —    | —    | —    |
|                 | Vuelta a España | —    | —    | —    | —    | —    | —    | —    | 125.º | —    | —    | —    |
| Mundial en Ruta | Mundial en Ruta | —    | —    | —    | —    | —    | Ab.  | —    | —     | —    | —    | —    |

—: no participa

Ab.: abandono